# 김천존
김천존(金天存, ?~679년)은 신라의 관리이다.

## 생애
649년, 공격해 온 은상(殷相)의 백제군을 상대로 도살성에서 승리했으며, 660년에는 황산벌 전투에 참전하고 661년에는 귀당총관(貴幢摠管)에 임명되었다.
663년, 거열성(居列城), 거물성(居勿城) 덕안성(德安城) 등지에서 백제의 남은 세력들을 정리했다.
664년에는 김인문(金仁問)과 같이 당나라의 유인원(劉仁願), 백제의 부여융(扶餘隆)과 함께 웅진에서 화친을 맺었다.
668년에는 대당총관(大幢摠管)에 임명되어 고구려 정벌에 공을 세웠다.

## 김천존이 등장하는 작품
- 《삼국기》-(KBS, 1992년~1993년, 배우:이기열)